# Lista över fornlämningar i Falköpings kommun (Friggeråker)
Lista över fornlämningar i Falköpings kommun (Friggeråker) är en förteckning av ett urval av de fornlämningar som finns i Friggeråker i Falköpings kommun.
| Namn                                | Lämningstyp    | Tillkomsttid | Historisk indelning        | Plats | Läge                 | ID-nr          | Bild                                      |
| ----------------------------------- | -------------- | ------------ | -------------------------- | ----- | -------------------- | -------------- | ----------------------------------------- |
| Friggeråker 1:1                     | Stenkammargrav |              | Friggeråker, Västergötland |       | 58.192845, 13.598096 | 10189800010001 | Ladda upp en bild av detta fornminne      |
| Friggeråker 1:2                     | Hällristning   |              | Friggeråker, Västergötland |       | 58.192891, 13.597845 | 10189800010002 | Ladda upp en bild av detta fornminne      |
| Friggeråker 2:1                     | Stenkammargrav |              | Friggeråker, Västergötland |       | 58.182743, 13.596679 | 10189800020001 | Ladda upp en bild av detta fornminne      |
| Friggeråker 3:1                     | Hällristning   |              | Friggeråker, Västergötland |       | 58.195200, 13.612073 | 10189800030001 | Ladda upp en bild av detta fornminne      |
| Friggeråker 4:1                     | Stensättning   |              | Friggeråker, Västergötland |       | 58.194216, 13.608049 | 10189800040001 | Ladda upp en bild av detta fornminne      |
| Friggeråker 4:2                     | Stensättning   |              | Friggeråker, Västergötland |       | 58.194358, 13.607751 | 10189800040002 | Ladda upp en bild av detta fornminne      |
| Friggeråker 5:1                     | Stensättning   |              | Friggeråker, Västergötland |       | 58.195351, 13.606116 | 10189800050001 | Ladda upp en bild av detta fornminne      |
| Friggeråker 7:1                     | Stensättning   |              | Friggeråker, Västergötland |       | 58.192706, 13.616712 | 10189800070001 | Ladda upp en bild av detta fornminne      |
| Friggeråker 10:1                    | Stenkammargrav |              | Friggeråker, Västergötland |       | 58.193997, 13.615514 | 10189800100001 | Ladda upp en bild av detta fornminne      |
| Friggeråker 17:1                    | Stensättning   |              | Friggeråker, Västergötland |       | 58.188738, 13.593048 | 10189800170001 | Ladda upp en bild av detta fornminne      |
| Friggeråker 20:1                    | Stenkrets      |              | Friggeråker, Västergötland |       | 58.188922, 13.589376 | 10189800200001 | Ladda upp en bild av detta fornminne      |
| Friggeråker 21:1                    | Stensättning   |              | Friggeråker, Västergötland |       | 58.183426, 13.587763 | 10189800210001 | Ladda upp en bild av detta fornminne      |
| Friggeråker 21:2                    | Hög            |              | Friggeråker, Västergötland |       | 58.183879, 13.587566 | 10189800210002 | Ladda upp en bild av detta fornminne      |
| Friggeråker 21:3                    | Stensättning   |              | Friggeråker, Västergötland |       | 58.184328, 13.587040 | 10189800210003 | Ladda upp en bild av detta fornminne      |
| Friggeråker 22:1                    | Stenkammargrav |              | Friggeråker, Västergötland |       | 58.182585, 13.583084 | 10189800220001 | Ladda upp en bild av detta fornminne      |
| Friggeråker 22:2                    | Stenkammargrav |              | Friggeråker, Västergötland |       | 58.182364, 13.582588 | 10189800220002 | Ladda upp en bild av detta fornminne      |
| Friggeråker 23:1                    | Stenkammargrav |              | Friggeråker, Västergötland |       | 58.183510, 13.583359 | 10189800230001 | Ladda upp en bild av detta fornminne      |
| Friggeråker 26:1                    | Stensättning   |              | Friggeråker, Västergötland |       | 58.190429, 13.559015 | 10189800260001 | Ladda upp en bild av detta fornminne      |
| Friggeråker 28:1                    | Stensättning   |              | Friggeråker, Västergötland |       | 58.191760, 13.567002 | 10189800280001 | Ladda upp en bild av detta fornminne      |
| Friggeråker 29:1                    | Kyrka/kapell   |              | Friggeråker, Västergötland |       | 58.197560, 13.579336 | 10189800290001 | Ladda upp en bild av detta fornminne      |
| Friggeråker 30:1                    | Hög            |              | Friggeråker, Västergötland |       | 58.198825, 13.577403 | 10189800300001 | Ladda upp en bild av detta fornminne      |
| Friggeråker 32:1                    | Stenkammargrav |              | Friggeråker, Västergötland |       | 58.201277, 13.583668 | 10189800320001 | Ladda upp en bild av detta fornminne      |
| Friggeråker 32:2                    | Hög            |              | Friggeråker, Västergötland |       | 58.200828, 13.584288 | 10189800320002 | Ladda upp en bild av detta fornminne      |
| Friggeråker 36:1                    | Hög            |              | Friggeråker, Västergötland |       | 58.198832, 13.561647 | 10189800360001 | Ladda upp en bild av detta fornminne      |
| Friggeråker 37:1                    | Hög            |              | Friggeråker, Västergötland |       | 58.200033, 13.562183 | 10189800370001 | Ladda upp en bild av detta fornminne      |
| Friggeråker 37:2                    | Stensättning   |              | Friggeråker, Västergötland |       | 58.199717, 13.562081 | 10189800370002 | Ladda upp en bild av detta fornminne      |
| Friggeråker 37:3                    | Hög            |              | Friggeråker, Västergötland |       | 58.199374, 13.562015 | 10189800370003 | Ladda upp en bild av detta fornminne      |
| Friggeråker 38:1                    | Stensättning   |              | Friggeråker, Västergötland |       | 58.205110, 13.570069 | 10189800380001 | Ladda upp en bild av detta fornminne      |
| Friggeråker 39:1                    | Hällristning   |              | Friggeråker, Västergötland |       | 58.202844, 13.562827 | 10189800390001 | Ladda upp en bild av detta fornminne      |
| Friggeråker 44:1                    | Stensättning   |              | Friggeråker, Västergötland |       | 58.211165, 13.538781 | 10189800440001 | Ladda upp en bild av detta fornminne      |
| Stora Tingshögen (Friggeråker 46:1) | Hög            |              | Friggeråker, Västergötland |       | 58.183182, 13.551446 | 10189800460001 | Ladda upp en till bild av detta fornminne |
| Friggeråker 52:1                    | Minnesmärke    |              | Friggeråker, Västergötland |       | 58.193587, 13.549736 | 10189800520001 | Ladda upp en bild av detta fornminne      |
| Friggeråker 57:1                    | Stensättning   |              | Friggeråker, Västergötland |       | 58.186683, 13.598223 | 10189800570001 | Ladda upp en bild av detta fornminne      |
| Friggeråker 58:1                    | Stensättning   |              | Friggeråker, Västergötland |       | 58.190947, 13.596294 | 10189800580001 | Ladda upp en bild av detta fornminne      |
| Friggeråker 58:2                    | Stensättning   |              | Friggeråker, Västergötland |       | 58.190652, 13.595511 | 10189800580002 | Ladda upp en bild av detta fornminne      |
| Friggeråker 59:1                    | Stensättning   |              | Friggeråker, Västergötland |       | 58.190296, 13.594487 | 10189800590001 | Ladda upp en bild av detta fornminne      |
| Friggeråker 60:1                    | Stensättning   |              | Friggeråker, Västergötland |       | 58.182574, 13.584452 | 10189800600001 | Ladda upp en bild av detta fornminne      |
| Friggeråker 60:2                    | Stensättning   |              | Friggeråker, Västergötland |       | 58.182753, 13.584484 | 10189800600002 | Ladda upp en bild av detta fornminne      |
| Friggeråker 60:3                    | Stensättning   |              | Friggeråker, Västergötland |       | 58.182728, 13.584802 | 10189800600003 | Ladda upp en bild av detta fornminne      |
| Friggeråker 61:1                    | Stensättning   |              | Friggeråker, Västergötland |       | 58.201485, 13.570886 | 10189800610001 | Ladda upp en bild av detta fornminne      |
| Friggeråker 61:2                    | Stensättning   |              | Friggeråker, Västergötland |       | 58.201975, 13.570606 | 10189800610002 | Ladda upp en bild av detta fornminne      |
| Friggeråker 72:1                    | Hög            |              | Friggeråker, Västergötland |       | 58.202780, 13.550496 | 10189800720001 | Ladda upp en bild av detta fornminne      |
| Friggeråker 92:1                    | Stensättning   |              | Friggeråker, Västergötland |       | 58.189470, 13.594259 | 10189800920001 | Ladda upp en bild av detta fornminne      |
| Friggeråker 107                     | Hällristning   |              | Friggeråker, Västergötland |       | 58.189013, 13.578099 | 12000000058519 | Ladda upp en bild av detta fornminne      |